# Rio Melchior
Pour les articles homonymes, voir Melchior et Belchior.
Le rio Melchior, ou Belchior, est un cours d'eau brésilien qui baigne l'Ouest du District fédéral et se jette dans le rio Descoberto, sur sa rive gauche.